# Hoffmannia gentryi
Hoffmannia gentryi är en måreväxtart som beskrevs av John Duncan Dwyer. Hoffmannia gentryi ingår i släktet Hoffmannia och familjen måreväxter.
Artens utbredningsområde är Panamá. Inga underarter finns listade i Catalogue of Life.